# Пуцање мишића
Пуцање мишића (ПМ) или руптура мишића једно је од стања које настаје као последица напрезања мишићних влакана. Може бити изазвано акутном или хроничном повредом меког ткива која укључује повреду мишићу, тетива или обе структуре истовремено. Еквивалентно је повреди лигамента код уганућа.
Генерално, мишић или тетива се претерано растежу и делимично покидају, под већим физичким стресом него што могу да физиолошки издрже, било због наглог повећања трајања, интензитета или учесталости активности. Напрезање се најчешће јавља у стопалу, нози или леђима. 
Непосредни третман обично укључује пет корака скраћено З.О.Л.К.Е.: заштита, одмор, лед, компресија, елевација.

## Врсте пуцања мишића

### Врсте пуцања мишића према тежини
- Тип 1: благи облик. Опоравак након 9 до 10 дана.
- Тип 2: умерено тешки облик. Опоравак након 2 до 3 недеље.
- Тип 3: тешки облик. Опоравак након  3 и 4 месеца

### Врсте пуцања мишића према обиму кидања
- Делимично кидање - карактерише пуцање само неких мишићних влакана, а не целог мишића јер се мишићна влакна кидају хомогено, а не неравномерно.
- Тотално кидање - код кога је захвађена већине мишићних влакана.

## Етиопатогенеза
Јака (изненадна) контракција мишића или ударац у мишић - доводе до пуцања мишићних влакана или њихових овојница, које прати крварење, формирање крвнног излива (хематом) у мишићу. Повреда мишића и формирање хематома - смањују способност контракције и снагу мишића.
Повреда мишића настаје због:
- експлозивни покрети (изненадни брзи или против великог отпора)

- укоченост (нееластичност) мишића - скраћени мишић

- недовољно незагрејаних мишића пре јачих физичких напрезања

Повреде мишића настају изненада и повређена особа тачно осети место повреде. Главни знак повреде мишића је оштар бол, слабост повређеног дела, ограничену и болну покретљивост, ау неким случајевима и немогућност покрета.

### Фактори ризика
Ове повред нису ограничени само на спортисте и могу се десити током обављања свакодневних задатака. Међутим њима су више изложени људи који се активно баве спортом. Уобичајено је да се повреда јави када дође до наглог повећања трајања, интензитета или учесталости неке физичке (спортске) активности.

## Клиничка слика
Знаци и симптоми истезања укључују:
- бол,
- функционални губитак захваћене структуре,
- слабост мишића,
- нагњечење (контузију)
- локализовану упалу.

Напрезање може да варира од благог до прекомерног истезања све до јаког пуцања, у зависности од степена повреде.

## Дијагноза
Дијагноза се поставља на основу анамнезе физикалног прегледа имиџинга. Из анамнезе и физикалног прегледа  констатује се:
- изненадни оштар бол попут "убода"

- утисак истегнутих мишића

- осећај кидања мишића

- слабост повређеног мишића

- бол при истезању

- појава депресије на месту повреде

- отежана или немогућа контракција мишића

- појава модрице која је сигуран знак да се ради о пуцању или кидању мишића

## Терапија
Терапијан прве линије за мишићно напрезање у акутној фази укључује пет корака у клиничкој пракси позната као З.О.Л.К.Е.
| Кораци     | Опис |
| ---------- | --- |
| Заштита    | Применом меке подлоге како би се смањили удар на предмете. |
| Одмор      | Одмор је неопходан да би се убрзало зарастање руптуре и смањила могућност поновне повреде.                                                                                                   |
| Лед        | Лед се примењује виду криотерапије. Има за циљ да изазовет вазоконстрикцију крвних судова, што смањити проток крви до места повреде. Никада не држати лед на истом месту дуже од 20 минута.. |
| Компресија | Компресија се постиже замотавањем напетог подручје меким завојем да би се смањила даља дијапедеза и подстакла лимфна дренажа.                                                                |
| Елевација  | Елевација је заснована на држању напетог подручје што је могуће ближе нивоу срца како би се подстакао повратак венске крви у системску циркулацију.                                          |

Непосредни третман је обично додатна терапија НСАИЛ и терапија хладном компресијом. Терапија хладном компресијом делује на смањење отока и болова смањењем екстравазације леукоцита у повређено подручје.[НСАИД као што је ибупрофен/парацетамол делују на смањење тренутне упале инхибирањем ензима Цок-1 и Цок-2, који су ензими одговорни за претварање арахидонске киселине у простагландин. Међутим, НСАИЛ, укључујући аспирин и ибупрофен, утичу на функцију тромбоцита (због тога су познати као „разређивачи крви“) и не треба их узимати у периоду када ткиво крвари јер ће повећати проток крви, инхибирати згрушавање и чиме се повећава крварење и оток. Након што је крварење престало, НСАИЛ се могу користити са одређеном ефикасношћу за смањење упале и бола.
Нови третман за акутне повред мишића је употреба ињекција плазме богате тромбоцитима (ПРП) за које се показало да убрзавају опоравак од нехируршких повреда мишића.
Препоручује се да се повређена особа консултује са лекаром ако је повреда праћена јаким болом, ако се уд не може користити или ако постоји приметна осетљивост на изолованом месту. То могу бити знаци прелома или фрактуре кости, уганућа зглоба или потпуног кидања мишића.